# Einbaum von Pesse

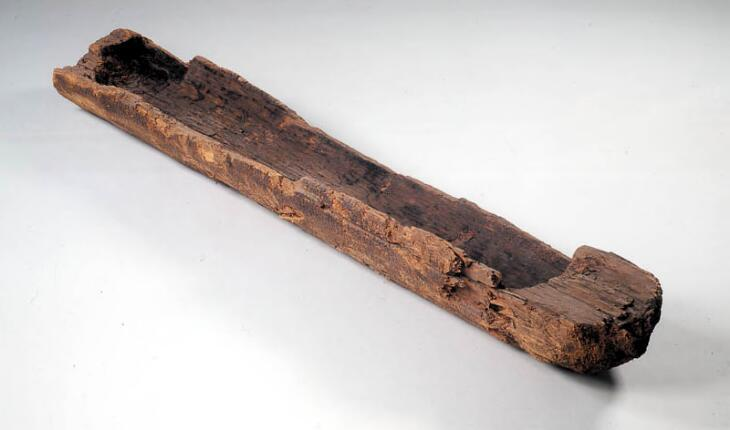
Der Einbaum von Pesse

Der Einbaum von Pesse (niederländisch Boomstamkano van Pesse, auch Boot van Pesse) ist ein mittelsteinzeitlicher Einbaum und gilt als das älteste erhaltene Boot. Mittels 14C-Datierung wurde das Fahrzeug in den Zeitraum zwischen 8200 und 7600 v. Chr. datiert, wohingegen es nach einer weiteren 14C-Datierung am Laboratorium für Naturkunde der Reichsuniversität Groningen in die Zeit zwischen 6590 und 6040 v. Chr. datiert wurde. Der Einbaum wird in der Dauerausstellung des Drenthe-Museums in Assen ausgestellt.

## Fund
Der Einbaum wurde im August 1955 bei Bauarbeiten zur Autobahn Rijksweg 28 in dem kleinen Moor Blikkenveen, an der südlichen Grenze des Dorfes Pesse gefunden. Der Fundplatz liegt etwa 4 km nördlich von Hoogeveen, in der niederländischen Provinz Drenthe. Bei den Arbeiten wurde eine vier Meter tiefe, mit Torf angefüllte Senke angeschnitten, die zur Stabilisierung des Baugrundes mit Sand aufgefüllt werden sollte. In einer Tiefe von zwei bis zweieinhalb Metern stieß ein Kranführer auf einen Baumstamm, der von Hand auf einen Wagen geladen und auf die Halde gefahren wurde. Ein paar Tage später fiel dem in der Nähe wohnenden Hendrik Wanders der Stamm auf der Halde auf, der hierbei einen besonderen Fund vermutete. Er lud den Stamm auf eine Schubkarre, brachte ihn in seinen Garten und benachrichtigte das Drents Museum, welches ihn anwies, den Fund abzudecken und feucht zu halten. Wanders überließ seinen Fund dem Archäologischen Institut der Universität Groningen, wo der Einbaum wissenschaftlich untersucht wurde. Als Konservierungsmethode wurde die Gefriertrocknung gewählt, da jedoch keine Anlage in der benötigten Größe zur Verfügung stand, musste eigens eine Anlage gebaut werden, in der Zwischenzeit wurde der Fund in einem Kühlraum des städtischen Schlachthofs von Groningen zwischengelagert. Unmittelbar vor dem Verbringen in die eigens errichtete Anlage wurde der Einbaum für einige Tage in einem Tiefkühlraum eines Groninger Fischhändlers bei −20 °C gelagert und anschließend unter Vakuum gefriergetrocknet.

## Beschreibung
Die Länge des erhaltenen Einbaumes beträgt 298 cm, die Breite 44 cm. Der Bootskörper wurde mit Werkzeugen aus Feuerstein oder Geweih aus dem Stamm einer Kiefer herausgearbeitet.

## Kritik
Aufgrund der geringen Größe des Einbaumes äußerten verschiedene Experten ihre Kritik an der Deutung als Wasserfahrzeug. Dänische Experten bezweifelten dessen Seetüchtigkeit und ein Amateurarchäologe deutete den Fund in einem Artikel der Zeitung Dagblad van het Noorden gar als Futter- oder sogar als Pflanzentrog aus der Bronze- oder Eisenzeit. Im Jahr 2001 wurde von dem Fund mit modernen Werkzeugen ein Nachbau in originaler Größe und Form angefertigt und fünf Tage lang von einem Team um Jaap Beuker auf dem Witteveen ausgiebig getestet. Dabei stellte sich heraus, dass der Einbaum als Boot hervorragend manövrierfähig war und sogar besegelt werden konnte. Aufgrund seiner relativ geringen Abmessungen war der Einbaum für einen, im heutigen Vergleich, kleineren Menschen ausgelegt. Der Nachbau des Einbaums wurde von zwei Enkelinnen des Finders Wanders getauft.